# 주성근
주성근(朱性根, 1865년 5월 18일 ~ 1922년 11월 7일)은 대한제국과 일제강점기의 기업인이며 한성부 출신이다.

## 생애
1894년 인천에서 행상을 시작했으며 1890년대 말 한성부 종로에서 수입잡호상 광흥태(廣興泰)를 경영했다. 1900년 11월 대광교(大廣橋) 서변에 서양식 가옥을 설립한 뒤부터 동서양 제품을 싼 값에 판매했고 1906년 5월 한일은행(韓一銀行) 발기인으로 참여했다.
1913년 7월 22일 조선상업은행 감사역으로 임명되었으며 1914년 4월 매일신보사가 주최한 조선진신시찰단(朝鮮縉紳視察團)의 일원으로 일본 현지를 시찰했다. 1914년 10월 16일부터 10월 18일까지 열린 경성신사 대제(京城神社 大祭)에서 신여경위계(神與警衛係) 제4반원을 맡았고 1915년 3월 조선물산공진회 경성협찬회 상의원으로 참여했다.
1916년 11월에는 내선융화를 표명한 경제인 단체인 대정실업친목회(大正實業親睦會) 평의원으로 선임되었으며 1917년 7월 2일 조선혜(朝鮮鞋)제조조합 발기인으로 참여했다. 1918년 조선식산은행 상담역을 역임했고 1918년 4월 28일 조선지(朝鮮紙)주식회사 취체역, 1918년 7월 한성은행 감사역을 역임했다. 1919년 11월 대정실업친목회 이사, 1919년 12월 조선경제회 이사로 각각 선임되었으며 1920년 1월 한성은행 이사, 1920년 10월 인천미두취인소(仁川米豆取引所) 취체역을 역임했다.
1921년 조선농회 경기도 평의원을 역임했으며 1922년 2월 서민금융(庶民金融)주식회사 발기인, 1922년 4월 대륙호모공업(大陸護謨工業)주식회사 발기인으로 참여했다. 민족문제연구소의 친일인명사전 수록자 명단의 경제 부문, 친일단체 부문에 수록되었다.

## 참고 자료
- 민족문제연구소 (2009). 〈주성근〉. 《친일인명사전 3 (ㅇ ~ ㅎ)》. 서울. 619 ~ 620쪽.